# Josef Toms
Josef Toms, né le 26 janvier 1922 et mort le 6 avril 2016, est un joueur tchécoslovaque de basket-ball.

## Palmarès
- Champion d'Europe 1946
- Finaliste du championnat d'Europe 1947